# Liste des députés du Finistère
 (mai 2025).
 (mai 2025).
Liste des députés du Finistère

## Cinquième République

### XVIIelégislature(2024-)

Couleur politique des députés élus en 2024.

| Circonscription     | Identité            | Parti | Suppléant              |
| ------------------- | ------------------- | ----- | ---------------------- |
| 1re circonscription | Annaïg Le Meur      | RE    | Gwenola Bayes          |
| 2e circonscription  | Pierre-Yves Cadalen | LFI   | Cécile Beaudouin       |
| 3e circonscription  | Didier Le Gac       | RE    | Anne-Thérèse Roudaut   |
| 4e circonscription  | Sandrine Le Feur    | RE    | Éric Grall             |
| 5e circonscription  | Graziella Melchior  | RE    | Jean-Charles Le Borgne |
| 6e circonscription  | Mélanie Thomin      | PS    | Sylvain Le Treust      |
| 7e circonscription  | Liliana Tanguy      | RE    | Bernard Arroues        |
| 8e circonscription  | Erwan Balanant      | MoDem | Fabienne Le Calvez     |

### XVIelégislature(2022-2024)

Couleur politique des députés élus en 2022.

| Circonscription     | Identité                | Parti          | Suppléant              |
| ------------------- | ----------------------- | -------------- | ---------------------- |
| 1re circonscription | Annaïg Le Meur          | LREM           | Gwenola Bayes          |
| 2e circonscription  | Jean-Charles Larsonneur | LREM dissident | Taiseer Khalil         |
| 3e circonscription  | Didier Le Gac           | LREM           | Anne-Thérèse Roudaut   |
| 4e circonscription  | Sandrine Le Feur        | LREM           | Éric Grall             |
| 5e circonscription  | Graziella Melchior      | LREM           | Jean-Charles Le Borgne |
| 6e circonscription  | Mélanie Thomin          | PS             | Yannick Jaouen         |
| 7e circonscription  | Liliana Tanguy          | LREM           | Bernard Arroues        |
| 8e circonscription  | Erwan Balanant          | MoDem          | Fabienne Le Calvez     |

### XVelégislature(2017-2022)

Couleur politique des députés élus en 2017.

| Circonscription     | Identité                | Parti | Suppléant          |
| ------------------- | ----------------------- | ----- | ------------------ |
| 1re circonscription | Annaïg Le Meur          | LREM  | Alain Decourchelle |
| 2e circonscription  | Jean-Charles Larsonneur | LREM  | Christel Le Coq    |
| 3e circonscription  | Didier Le Gac           | LREM  | Nadège Havet       |
| 4e circonscription  | Sandrine Le Feur        | LREM  | Franck Deveaux     |
| 5e circonscription  | Graziella Melchior      | LREM  | Alain Somme        |
| 6e circonscription  | Richard Ferrand         | LREM  | Laëtitia Dolliou   |
| 7e circonscription  | Liliana Tanguy          | LREM  | Georges Castel     |
| 8e circonscription  | Erwan Balanant          | LREM  | Manon Trusgnach    |

### XIVelégislature(2012 - 2017)

Couleur politique des députés élus en 2012.

| Circonscription     | Identité                                                                      | Parti | Suppléant            |
| ------------------- | ----------------------------------------------------------------------------- | ----- | -------------------- |
| 1re circonscription | Jean-Jacques Urvoas Du 28 février 2016 au 17 juin 2017 : Marie-Thérèse Le Roy | PS    | Marie-Thérèse Le Roy |
| 2e circonscription  | Patricia Adam                                                                 | PS    | Reza Salami          |
| 3e circonscription  | Jean-Luc Bleunven                                                             | DVG   | Éliane Pallier       |
| 4e circonscription  | Marylise Lebranchu Du 22 juillet 2012 au 11 mars 2016 : Gwenegan Bui          | PS    | Gwenegan Bui         |
| 5e circonscription  | Chantal Guittet                                                               | PS    | Guy Mordret          |
| 6e circonscription  | Richard Ferrand Du 18 au 20 juin 2017 : Claire Mallejac.                      | PS    | Claire Mallejac      |
| 7e circonscription  | Annick Le Loch                                                                | PS    | Paul Guéguen         |
| 8e circonscription  | Gilbert Le Bris                                                               | PS    | Anne Maréchal        |

### XIIIelégislature(2007 - 2012)
| Circonscription     | Identité                                              | Parti | Suppléant               |
| ------------------- | ----------------------------------------------------- | ----- | ----------------------- |
| 1re circonscription | Jean-Jacques Urvoas                                   | PS    | Nathalie Conan          |
| 2e circonscription  | Patricia Adam                                         | PS    | Michel Billet           |
| 3e circonscription  | Marguerite Lamour                                     | UMP   | François Le Verge       |
| 4e circonscription  | Marylise Lebranchu Du 17 au 19 juin 2012 :Yvon Abiven | PS    | Yvon Abiven             |
| 5e circonscription  | Jacques Le Guen                                       | UMP   | Marie-Françoise Le Guen |
| 6e circonscription  | Christian Ménard                                      | UMP   | Françoise Louarn        |
| 7e circonscription  | Annick Le Loch                                        | PS    | Paul Guéguen            |
| 8e circonscription  | Gilbert Le Bris                                       | PS    | Marie-Isabelle Doussal  |

### XIIelégislature(2002 - 2007)
| Circonscription     | Identité           | Parti | Suppléant          |
| ------------------- | ------------------ | ----- | ------------------ |
| 1re circonscription | Marcelle Ramonet   | UMP   | Roger Le Goff      |
| 2e circonscription  | Patricia Adam      | PS    | Alain Masson       |
| 3e circonscription  | Marguerite Lamour  | UMP   | Yannick Marzin     |
| 4e circonscription  | Marylise Lebranchu | PS    | Yvon Abiven        |
| 5e circonscription  | Jacques Le Guen    | UMP   | Marcel Dantec      |
| 6e circonscription  | Christian Ménard   | UMP   | Françoise Louarn   |
| 7e circonscription  | Hélène Tanguy      | UMP   | Jean-Paul Coatmeur |
| 8e circonscription  | Gilbert Le Bris    | PS    | Yvon Le Bris       |

### XIelégislature(1997 - 2002)
| Circonscription     | Identité                                                     | Parti | Suppléant         |
| ------------------- | ------------------------------------------------------------ | ----- | ----------------- |
| 1re circonscription | André Angot À partir du 20 novembre 2001 : Marcelle Ramonet  | RPR   | *                 |
| 2e circonscription  | Jean-Noël Kerdraon                                           | PS    | Marc Labbey       |
| 3e circonscription  | François Cuillandre                                          | PS    | Roger Abalain     |
| 4e circonscription  | Marylise Lebranchu À partir du 5 juillet 1997 : Yvon Abiven  | PS    | *                 |
| 5e circonscription  | Charles Miossec                                              | RPR   | Françoise Dincuff |
| 6e circonscription  | Kofi Yamgnane                                                | PS    | André Le Gac      |
| 7e circonscription  | Jacqueline Lazard                                            | PS    | Paul Guéguen      |
| 8e circonscription  | Louis Le Pensec À partir du 5 juillet 1997 : Gilbert Le Bris | PS    | *                 |

### Xelégislature(1993 - 1997)
| Circonscription     | Identité            | Parti | Suppléant             |
| ------------------- | ------------------- | ----- | --------------------- |
| 1re circonscription | André Angot         | RPR   | André Guénégan        |
| 2e circonscription  | Bertrand Cousin     | RPR   | Jean-Yves Le Borgne   |
| 3e circonscription  | Jean-Louis Goasduff | RPR   | Marie-Anne de Cadenet |
| 4e circonscription  | Arnaud Cazin        | UDF   | Adrien Kervella       |
| 5e circonscription  | Charles Miossec     | RPR   | Emmanuel Cuiec        |
| 6e circonscription  | Jean-Yves Cozan     | UDF   | Claude Bellin         |
| 7e circonscription  | Ambroise Guellec    | UDF   |                       |
| 8e circonscription  | Louis Le Pensec     | PS    | Gilbert Le Bris       |

### IXelégislature(1988 - 1993)
| Circonscription     | Identité                                                      | Parti | Suppléant             |
| ------------------- | ------------------------------------------------------------- | ----- | --------------------- |
| 1re circonscription | Bernard Poignant                                              | PS    | Bernard Faucher       |
| 2e circonscription  | Joseph Gourmelon                                              | PS    | Jean-Noël Kerdraon    |
| 3e circonscription  | Jean-Louis Goasduff                                           | RPR   | Marie-Anne de Cadenet |
| 4e circonscription  | Marie Jacq                                                    | PS    | Robert Moreau         |
| 5e circonscription  | Charles Miossec                                               | RPR   | Jean-Pierre Cuiec     |
| 6e circonscription  | Jean-Yves Cozan                                               | UDF   | Hervé Tinevez         |
| 7e circonscription  | Ambroise Guellec                                              | UDF   |                       |
| 8e circonscription  | Louis Le Pensec À partir du 28 juillet 1988 : Gilbert Le Bris | PS    | *                     |

### VIIIelégislature(1986 - 1988)
Scrutin proportionnel plurinominal par département, pas de député par circonscription. Les huit députés élus dans le Finistère sont, par ordre alphabétique : 
| Identité            | Parti |
| ------------------- | ----- |
| Marc Bécam          | RPR   |
| Jean-Yves Cozan     | UDF   |
| Jean-Louis Goasduff | RPR   |
| Joseph Gourmelon    | PS    |
| Marie Jacq          | PS    |
| Louis Le Pensec     | PS    |
| Charles Miossec     | RPR   |
| Jean Peuziat        | PS    |

### VIIelégislature(1981 - 1986)
| Circonscription     | Identité | Parti | Suppléant(e)        |
| ------------------- | --- | ----- | ------------------- |
| 1re circonscription | Bernard Poignant | PS    | Jean Folgoas        |
| 2e circonscription  | Joseph Gourmelon | PS    | Daniel Cléac'h      |
| 3e circonscription  | Jean-Louis Goasduff | RPR   | Jean Chapalain      |
| 4e circonscription  | Marie Jacq | PS    | Pierre Barbier      |
| 5e circonscription  | Charles Miossec | RPR   | Marguerite Caill    |
| 6e circonscription  | Jean Beaufort | PS    | Jean-Jacques Fabien |
| 7e circonscription  | Jean Peuziat | PS    | Jean Normant        |
| 8e circonscription  | Louis Le Pensec Du 24 juillet 1981 au 1er avril 1983 : Gilbert Le Bris À partir du 8 mai 1983 : Louis Le Pensec (élection partielle) | PS    | Gilbert Le Bris     |

### VIelégislature(1978 - 1981)
| Circonscription     | Identité                                         | Parti | Suppléant(e)     |
| ------------------- | ------------------------------------------------ | ----- | ---------------- |
| 1re circonscription | Marc Bécam À partir du 7 mai 1978 : Alain Gérard | RPR   | Alain Gérard     |
| 2e circonscription  | Eugène Bérest                                    | UDF   | Yves Hautin      |
| 3e circonscription  | Jean-Louis Goasduff                              | RPR   | Michel Briant    |
| 4e circonscription  | Marie Jacq                                       | PS    | Pierre Barbier   |
| 5e circonscription  | Charles Miossec                                  | RPR   | Marguerite Caill |
| 6e circonscription  | Jean Crenn                                       | RPR   | René Chevalier   |
| 7e circonscription  | Guy Guermeur                                     | RPR   | Jean Sergent     |
| 8e circonscription  | Louis Le Pensec                                  | PS    | Raymond Le Saux  |

### Velégislature(1973 - 1978)
| Circonscription     | Identité                                                     | Parti | Suppléant(e)          |
| ------------------- | ------------------------------------------------------------ | ----- | --------------------- |
| 1re circonscription | Marc Bécam À partir du 2 mai 1977 : Jacques Guinebretière    | UDR   | Jacques Guinebretière |
| 2e circonscription  | Michel de Bennetot                                           | UDR   | J. Le Bail            |
| 3e circonscription  | Gabriel de Poulpiquet                                        | UDR   | Jean-Louis Billant    |
| 4e circonscription  | Pierre Lelong À partir du 9 juillet 1974 : Jean-Claude Rohel | UDR   | Jean-Claude Rohel     |
| 5e circonscription  | Antoine Caill À partir du 27 avril 1976 : Yves Michel        | UDR   | Yves Michel           |
| 6e circonscription  | Suzanne Ploux À partir du 13 mai 1973 : Jean Crenn           | UDR   | Jean Crenn            |
| 7e circonscription  | Guy Guermeur                                                 | UDR   | Jean Sergent          |
| 8e circonscription  | Louis Le Pensec                                              | PS    | Raymond Le Saux       |

### IVelégislature(1968 - 1973)
| Circonscription     | Identité                                                 | Parti | Suppléant(e)       |
| ------------------- | -------------------------------------------------------- | ----- | ------------------ |
| 1re circonscription | Edmond Michelet À partir du 23 juillet 1969 : Marc Bécam | UDR   | Marc Bécam         |
| 2e circonscription  | Michel de Bennetot                                       | UDR   | Gilbert Goachet    |
| 3e circonscription  | Gabriel de Poulpiquet                                    | UDR   | Jean-Louis Billant |
| 4e circonscription  | Pierre Lelong                                            | UDR   | Jean Le Duc        |
| 5e circonscription  | Antoine Caill                                            | UDR   | Albert Crenn       |
| 6e circonscription  | Suzanne Ploux                                            | UDR   | Jean Crenn         |
| 7e circonscription  | Gabriel Miossec                                          | UDR   | Marcel Le Gouill   |
| 8e circonscription  | Jean-Claude Petit                                        | RI    | Albert Gourmelen   |

### IIIelégislature(1967 - 1968)
| Circonscription     | Identité                                            | Parti | Suppléant(e)       |
| ------------------- | --------------------------------------------------- | ----- | ------------------ |
| 1re circonscription | Edmond Michelet À partir du 8 mai 1967 : Marc Bécam | UDR   | Marc Bécam         |
| 2e circonscription  | Georges Lombard                                     | PDM   | François Trébaol   |
| 3e circonscription  | Gabriel de Poulpiquet                               | UDR   | Jean-Louis Billant |
| 4e circonscription  | Roger Prat                                          | PSU   | Jean Muzellec      |
| 5e circonscription  | Antoine Caill                                       | UDR   | Yves Michel        |
| 6e circonscription  | Suzanne Ploux                                       | UDR   | Jean Crenn         |
| 7e circonscription  | Gabriel Miossec                                     | UDR   | Marcel Le Gouill   |
| 8e circonscription  | Louis Orvoën                                        | PDM   | Emmanuel Trocmé    |

### IIelégislature(1962 - 1967)
| Circonscription     | Identité                | Parti | Suppléant(e)     |
| ------------------- | ----------------------- | ----- | ---------------- |
| 1re circonscription | Roger Évrard            | UNR   | Roger Guillamet  |
| 2e circonscription  | Charles Le Goasguen     | UNR   | Georges Kerbrat  |
| 3e circonscription  | Gabriel de Poulpiquet   | UNR   | Pierre Cornec    |
| 4e circonscription  | François Tanguy-Prigent | PSU   | André Jaouen     |
| 5e circonscription  | Antoine Caill           | UNR   | Alain Jacq       |
| 6e circonscription  | Suzanne Ploux           | UNR   | Jean Crenn       |
| 7e circonscription  | Gabriel Miossec         | UNR   | Marcel Le Gouill |
| 8e circonscription  | Louis Orvoën            | CD    | Emmanuel Trocmé  |

### Irelégislature(1958 - 1962)
| Circonscription     | Identité              | Parti | Suppléant(e)      |
| ------------------- | --------------------- | ----- | ----------------- |
| 1re circonscription | Hervé Nader           | UNR   | Auguste Le Calvez |
| 2e circonscription  | Georges Lombard       | CNIP  | François Trébaol  |
| 3e circonscription  | Gabriel de Poulpiquet | UNR   | Pierre Cornec     |
| 4e circonscription  | Jean Le Duc           | CNIP  | Me Le Brun        |
| 5e circonscription  | Joseph Pinvidic       | CNIP  | Pierre Dantec     |
| 6e circonscription  | Jean Crouan           | CNIP  | -                 |
| 7e circonscription  | Xavier Trellu         | MRP   | -                 |
| 8e circonscription  | Louis Orvoën          | MRP   | Emmanuel Trocmé   |

## Quatrième République
Sous la IVe République, les élections législatives se déroulent sous forme de scrutin proportionnel plurinominal par département. Dans le Finistère, dix députés sont élus ; il n’y a pas de suppléant.

### IIIelégislature (1956 - 1958)
Les dix députés élus sont, par ordre alphabétique : 
| Identité                | Parti | Autres mandats                                    |
| ----------------------- | ----- | ------------------------------------------------- |
| André Colin             | MRP   | Conseiller général d'Ouessant                     |
| Jean Crouan             | CNIP  | Président du Conseil général, maire de Quéménéven |
| Jean Demarquet          | UFF   |                                                   |
| Hervé Mao               | SFIO  | Maire de Châteaulin                               |
| André Monteil           | MRP   | Maire de Quimper                                  |
| Louis Orvoën            | MRP   |                                                   |
| Gabriel Paul            | PCF   | Conseiller municipal de Brest                     |
| Alphonse Penven         | PCF   | Conseiller général, maire de Huelgoat             |
| Joseph Pinvidic         | CNIP  | Conseiller général, maire de Landivisiau          |
| François Tanguy-Prigent | SFIO  | Conseiller général, maire de Saint-Jean-du-Doigt  |

### IIelégislature (1951 - 1955)
Les dix députés élus sont, par ordre alphabétique : 
| Identité                                                                   | Parti      |
| -------------------------------------------------------------------------- | ---------- |
| Alfred Chupin                                                              | RPF        |
| André Colin                                                                | MRP        |
| Emmanuel Fouyet                                                            | MRP        |
| Joseph Halléguen → 31 janvier 1955 • à partir du 3 avril 1955 :Jean Crouan | RPF • CNIP |
| André Monteil                                                              | MRP        |
| Gabriel Paul                                                               | PCF        |
| Joseph Pinvidic                                                            | RPF        |
| François Tanguy-Prigent                                                    | SFIO       |
| Eugène Reeb                                                                | SFIO       |
| Alain Signor                                                               | PCF        |

### Irelégislature (1946 - 1951)
Les dix députés élus sont, par ordre alphabétique : 
| Identité                                                                 | Parti |
| ------------------------------------------------------------------------ | ----- |
| André Colin                                                              | MRP   |
| Emmanuel Fouyet                                                          | MRP   |
| Louis Guillou                                                            | MRP   |
| Pierre Hervé → 15 juin 1948 • à partir du 15 juillet 1948 :Marie Lambert | PCF   |
| André Monteil                                                            | MRP   |
| Louis Orvoën                                                             | MRP   |
| Gabriel Paul                                                             | PCF   |
| François Tanguy-Prigent                                                  | SFIO  |
| Eugène Reeb                                                              | SFIO  |
| Alain Signor                                                             | PCF   |

## Gouvernement provisoire de la République française
Les deux élections législatives organisées pendant le gouvernement provisoire de la République française se déroulent sous forme de scrutin proportionnel plurinominal par département. Dans le Finistère, neuf députés sont élus ; il n'y a pas de suppléant.

### Assemblée nationale constituante de 1946(2 juin 1946 - 27 novembre 1946)
Les neuf députés élus sont, par ordre alphabétique : 
| Identité                | Parti |
| ----------------------- | ----- |
| André Colin             | MRP   |
| Emmanuel Fouyet         | MRP   |
| Pierre Hervé            | PCF   |
| Jean Le Duc             | MRP   |
| André Monteil           | MRP   |
| Louis Orvoën            | MRP   |
| Gabriel Paul            | PCF   |
| François Tanguy-Prigent | SFIO  |
| Jean-Louis Rolland      | SFIO  |

### Assemblée nationale constituante de 1945(21 octobre 1945 - 2 juin 1946)
Les neuf députés élus sont, par ordre alphabétique : 
| Identité                | Parti |
| ----------------------- | ----- |
| André Colin             | MRP   |
| Jean Crouan             | PRL   |
| Emmanuel Fouyet         | MRP   |
| Pierre Hervé            | PCF   |
| André Monteil           | MRP   |
| Gabriel Paul            | PCF   |
| François Tanguy-Prigent | SFIO  |
| Jean-Louis Rolland      | SFIO  |
| Antoine Vourc'h         | MRP   |

## Troisième République

### 1936-1940
- Brest-1 : Jean-Louis Rolland, SFIO
- Brest-3 : Vincent Inizan, Fédération républicaine
- Brest-2 : Paul Simon, Parti démocrate populaire
- Châteaulin-1 : Jean Crouan, Fédération républicaine
- Châteaulin-2 : Pierre Lohéac, Républicains indépendants et d'action sociale
- Morlaix-1 : François Tanguy-Prigent, SFIO
- Morlaix-2 : Pierre Trémintin, Parti démocrate populaire
- Quimper-1 : Hervé Nader, Républicains indépendants et d'action sociale
- Quimper-2 : Jean Perrot, Radical-socialiste
- Quimper-3 : Albert Le Bail, Radical-socialiste
- Quimperlé : Louis Monfort, Non-inscrit (Parti agraire)

### 1932-1936
- Châteaulin-1 : Charles Daniélou, Gauche radicale
- Brest-1 : Émile Goude, Non-inscrit
- Châteaulin-2 : Hippolyte Masson, SFIO
- Brest-3 : Vincent Inizan, Fédération républicaine
- Brest-2 : Paul Simon, Démocrates Populaires
- Morlaix-1 : Pierre Mazé, Radical-socialiste
- Morlaix-2 : Pierre Trémintin, Démocrates Populaires
- Quimper-1 : Pierre Pouchus, Radical-socialiste
- Quimper-2 : Jean Perrot, Radical-socialiste
- Quimper-3 : Albert Le Bail, Radical-socialiste
- Quimperlé : François Cadoret, Radical-socialiste

### 1928-1932
Les élections législatives furent au scrutin d'arrondissement majoritaire à deux tours de 1928 à 1936.
- Châteaulin-1 : Charles Daniélou, Gauche radicale
- Brest-1 : Émile Goude, SFIO
- Châteaulin-2 : Hippolyte Masson, SFIO
- Brest-3 : Vincent Inizan, Union républicaine démocratique
- Brest-2 : Paul Simon, Démocrate populaire
- Morlaix-1 : François-Louis Bourgot, Républicain socialiste
- Morlaix-2 : Pierre Trémintin, Démocrate populaire
- Quimper-1 : Maurice Bouilloux-Lafont, Gauche radicale
- Quimper-2 : Jean Jadé, Démocrate populaire
- Quimper-3 : Jacques Queinnec, Union républicaine démocratique
- Quimperlé : Jules Le Louédec, Radical-socialiste, élu sénateur en 1930, remplacé par François Cadoret, Radical-socialiste, élu le 30 mars 1930

Source : Élections législatives 22-29 avril 1928 de Georges Lachapelle - https://gallica.bnf.fr/ark:/12148/bpt6k320439r.texteImage#

### 1924-1928
Les élections législatives de 1924 furent organisées au scrutin proportionnel de liste. Elles marquèrent au niveau national national la victoire du "Cartel des gauches".
Liste d'Union républicaine
- Vincent Inizan, Union républicaine démocratique
- Jean Jadé, Démocrate - Parti démocrate populaire
- Victor Balanant, Démocrate - PDP
- Paul Simon, Démocrate - PDP
- Pierre Trémintin, Démocrate - PDP
- Jean-Louis Henry, Union républicaine démocratique

Liste de Concentration républicaine
- Maurice Bouilloux-Lafont, Gauche radicale, conseiller général, maire de Bénodet
- Georges Le Bail, Parti radical et radical-socialiste, conseiller général, maire de Plozévet
- Charles Daniélou, Gauche radicale, maire de Locronan

Liste du Parti socialiste
- Émile Goude, SFIO, conseiller général
- Hippolyte Masson, SFIO, conseiller général

Source : Barodet sur le site de l'Assemblée Nationale - https://bibnum.sciencespo.fr/s/catalogue/ark:/46513/sc16m1m0#?c=&m=&s=&cv=

### 1919-1924
Les élections législatives de 1919 furent organisées au scrutin proportionnel de liste. Elles marquèrent au niveau national la victoire du "Bloc national" de centre-droit.
Liste de concentration républicaine
- Maurice Bouilloux-Lafont, Gauche républicaine démocratique
- Georges Le Bail, Parti radical et radical-socialiste
- Émile Guépratte, Gauche républicaine démocratique

Liste du parti socialiste
- Émile Goude, SFIO
- Hippolyte Masson, SFIO

Liste républicaine démocratique d'union nationale
- Paul Simon, Républicain de gauche (modéré)
- Victor Balanant, Républicain de gauche (modéré)
- Charles Daniélou, Républicain de gauche (modéré)
- Vincent Inizan, Républicain de gauche (modéré)
- Jean Jadé, Républicain de gauche (modéré)
- Corentin Guyho, Non-inscrit, décédé le 27 août 1922, non remplacé

Source : Barodet sur le site de l'Assemblée Nationale - https://bibnum.sciencespo.fr/s/catalogue/ark:/46513/sc16m2kz#?c=&m=&s=&cv=

### 1914-1919
- Brest-1 : Émile Goude, SFIO
- Brest-2 : Paul Simon, non-inscrit
- Brest-3 : Louis Soubigou, Fédération républicaine (Droite)
- Châteaulin-1 : Albert Louppe, Gauche radicale
- Châteaulin-2 : Ferdinand Lancien, Républicain socialiste
- Morlaix-1 : Émile Cloarec, Républicain de gauche (modéré), décédé le 13 juillet 1914, non remplacé
- Morlaix-2 : Albert de Mun, Action libérale, décédé le 6 octobre 1914, non remplacé
- Quimper-1 : Georges Le Bail, Radical socialiste
- Quimper-2 : Georges Le Bail-Maignan, Radical socialiste, décédé le 22 juin 1918, non remplacé
- Quimper-3 : Maurice Bouilloux-Lafont, Républicain de gauche (modéré)
- Quimperlé : Corentin Guyho, Alliance républicaine démocratique, élection invalidée le 3 juillet 1914, non remplacé

Sources : Journal Le Temps du 28 avril et du 12 mai 1914 sur Gallica - ,.

### 1910-1914
- Brest-1 : Émile Goude, Socialistes unifiés
- Brest-2 : Émile Villiers, Action libérale, élu sénateur en 1913, remplacé par Paul Simon, non-inscrit (démocrate chrétien), élu le 13 avril 1913
- Brest-3 : Hippolyte Gayraud, Action libérale, mort le 16 décembre 1911, remplacé par Louis Soubigou, Républicain progressiste, élu le 10 mars 1912
- Châteaulin-1 : Charles Daniélou, Républicain progressiste
- Châteaulin-2 : Louis Dubuisson, Gauche radicale, décédé le 2 avril 1914, non remplacé
- Morlaix-1 : Émile Cloarec, Gauche démocratique
- Morlaix-2 : Albert de Mun, Action libérale
- Quimper-3 : Louis Hémon, Républicain progressiste, élu sénateur en 1912, remplacé par Pierre Hugot-Derville, Action libérale, élu le 7 avril 1912
- Quimper-1 : Georges Le Bail, Gauche radicale
- Quimper-2 : Édouard Plouzané, Gauche radicale
- Quimperlé : Jules Le Louédec, Radical socialiste

Sources : Journal Le Temps du 24 avril et du 8 mai 1910 sur Gallica - ,.

### 1906-1910
- Brest-1 : Pierre Bietry, Non-inscrit (Candidat anti-socialiste, Président des Jaunes)
- Brest-2 : Émile Villiers, Monarchiste
- Brest-3 : Abbé Hippolyte Gayraud, Conservateur
- Châteaulin-1 : Théodore Halléguen, Républicain
- Châteaulin-2 : Louis Dubuisson, Républicain
- Morlaix-1 : Émile Cloarec, Républicain
- Morlaix-2 : Albert de Mun, Libéral
- Quimper-1 : Louis Hémon, Républicain
- Quimper-2 : Georges Le Bail, Républicain
- Quimperlé : James de Kerjégu, décédé le 23 décembre 1908, remplacé par Jules Le Louédec, Radical socialiste, élu le 28 février 1909

Sources : Journal Le Temps du 6 et du 22 mai 1906 sur Gallica - ,.

### 1902-1906
- Brest-1 : Auguste Isnard, Radical socialiste
- Brest-2 : Émile Villiers, Conservateur
- Brest-3 : Abbé Hippolyte Gayraud, Démocrate chrétien
- Châteaulin-1 : Gabriel Miossec, Républicain catholique
- Châteaulin-2 :Louis Dubuisson, Républicain
- Morlaix-1 :Émile Cloarec, Républicain
- Morlaix-2 : Albert de Mun, Conservateur
- Quimper-1 : Louis Hémon, Républicain
- Quimper-2 : Georges Le Bail, Républicain
- Quimperlé : James de Kerjégu, Républicain

Source : journal Le Temps du 29 avril et du 13 mai 1902 sur Gallica,.

### 1898-1902
- Brest-1 : Auguste Isnard, Radical Socialiste
- Brest-2 : Émile Villiers, Monarchiste
- Brest-3 : Abbé Hippolyte Gayraud, Social-chrétien
- Châteaulin-1 : Yves-Gabriel Miossec, Républicain catholique, mort en 1900, remplacé par son fils, Gabriel Miossec, Républicain progressiste
- Châteaulin-2 : Louis Dubuisson, Républicain
- Morlaix-1 : Armand Jaouen, Républicain, mort en 1901, remplacé par Émile Cloarec, Républicain (Union démocratique)
- Morlaix-2 : Albert de Mun, Social-chrétien
- Quimper-1 : Louis Hémon, Républicain
- Quimper-2 : Sélim-Marie Cosmao-Dumenez, Républicain
- Quimperlé : James de Kerjégu, Républicain

Source : journal Le Temps du 10 mai et du 24 mai 1898 sur Gallica,.

### 1893-1898
- Brest-1 : Aristide Vallon, Républicain, mort en 1897, remplacé par Louis Pichon, Républicain
- Brest-2 : Émile Villiers, Conservateur
- Brest-3 : Abbé Maurice d'Hulst, mort en 1897, remplacé par Abbé Hippolyte Gayraud, Républicain catholique et démocrate chrétien
- Châteaulin-1 : Jean-Paul Le Borgne, Républicain
- Châteaulin-2 : Émile Gourvil, Républicain
- Morlaix-1 : Louis-Antoine Vichot, Républicain
- Morlaix-2 : Émile de Kermenguy, Conservateur, mort en 1893, remplacé par Albert de Mun, Conservateur
- Quimper-1 : Louis Hémon, Républicain
- Quimper-2 : Sélim-Marie Cosmao-Dumenez, Républicain
- Quimperlé : James de Kerjégu, Républicain

### 1889-1893
- Brest-1 : Joseph de Gasté, Républicain révisionniste
- Brest-2 : Joseph-Marie Boucher, Conservateur
- Brest-3 : Abbé Charles-Émile Freppel, Conservateur, mort en 1891, remplacé par Abbé Maurice d'Hulst, Conservateur
- Châteaulin-1 : Jean-Paul Le Borgne, Républicain
- Châteaulin-2 : Joseph-René Guéguen décédé en 1891, remplacé par Émile Gourvil, Républicain
- Morlaix-1 : Jean-Marie Clech, Républicain, mort en 1891, remplacé par Pierre-Frédéric Rouilly, Républicain, lui-même décédé en 1892 et remplacé par Armand Jaouen, Républicain progressiste indépendant
- Morlaix-2 : Émile de Kermenguy, Conservateur
- Quimper-1 : Louis Hémon, Républicain
- Quimper-2 : Sélim-Marie Cosmao-Dumenez, Républicain
- Quimperlé : James de Kerjégu, Républicain

Source : journal Le Temps du 24 septembre et du 8 octobre 1889 sur Gallica,.

### 1885-1889
- Louis Joseph de Kersauson-Vieux-Chatel
- Charles-Émile Freppel
- Émile Cillard de Kermenguy
- Gaston Conen de Saint-Luc
- Jean-Charles Chevillotte
- Étienne Roussin
- Henri de Legge
- Joseph-Marie Boucher
- Paul de Saisy de Kerampuil
- Léon Paul Lorois

### 1881-1885
- Louis Hémon
- Georges Arnoult
- Hippolyte Caurant
- Ernest Camescasse
- François-Marie Villiers
- Charles-Émile Freppel
- Joseph-René Guéguen
- Armand Rousseau
- Émile de Kermenguy
- Corentin Guyho

### 1877-1881
- Louis Hémon
- Georges Arnoult
- Théophile de Pompéry, mort en 1880, remplacé par Hippolyte Caurant
- Joseph Nédellec
- Joseph de Gasté
- François-Marie Villiers
- Louis Monjaret de Kerjégu, mort en 1880 remplacé par Charles-Émile Freppel
- Gustave Swiney
- Émile de Kermenguy
- Léon Paul Lorois invalidé, remplacé par Corentin Guyho

### 1876-1877
- Louis Hémon
- Georges Arnoult
- Joseph de Gasté
- François-Marie Villiers
- Louis Monjaret de Kerjégu
- Théophile de Pompéry
- Joseph Nédellec
- Gustave Swiney
- Émile de Kermenguy
- Corentin Guyho

### 1871-1876
- Adolphe Le Flô, Conservateur
- Paulin-Aldéric Bienvenue, Centre droit
- Henri Ponthier de Chamaillard, Union des droites
- Augustin Guillier-Dumarnay, Centre droit
- Armand Casimir Victor de Kersauzon de Pennendreff, Union des droites, décédé le 23 avril 1871
- Émile Cillard de Kermenguy, Union des droites
- Fernand Chrestien de Tréveneuc, Union des droites, décédé le 20 juin 1873, remplacé par Gustave Swiney, Gauche républicaine, élu le 14 décembre 1873
- Louis-Jules Trochu, Centre droit, élu dans sept départements : Bouches-du-Rhône, Côtes-du-Nord, Finistère, Ille-et-Vilaine, Loire, Morbihan, Rhône, Seine-Inférieure, Tarn et Vendée. Il choisit le Morbihan.
- François Marie Monjaret de Kerjégu, Union des droites
- Auguste du Marhallac'h, Union des droites, démissionnaire le 10 juin 1871
- Émile de Forsanz, Union des droites
- Henri de Legge, Union des droites
- Augustin Morvan, Gauche républicaine
- Armand Rousseau, Gauche républicaine
- Charles Louis Baptiste Lebreton, Gauche républicaine
- Théophile de Pompéry, Gauche républicaine

## Second Empire

### 1852-1857
- Séverin Le Duff de Mésonan
- Amédée Conseil
- Guillaume Boudin de Tromelin
- Théodore Bois de Mouzilly

### 1857-1863
- Louis Marie du Couëdic
- Amédée Conseil
- Guillaume Boudin de Tromelin
- Théodore Bois de Mouzilly

### 1863-1869
- Louis Marie du Couëdic
- Amédée Conseil
- Théodore Bois de Mouzilly, mort en 1865, remplacé par Eugène Bois-Viel
- Louis Dein

### 1869-1870
- Louis Marie du Couëdic
- Émile de Kératry
- Eugène Bois-Viel
- Louis Dein
- François Marie Monjaret de Kerjégu

## IIeRépublique
Élections au suffrage universel masculin à partir de 1848

### Assemblée nationale constituante (1848-1849)
- Jean-Jacques Mège
- Émile de Riverieulx
- Victor Rossel
- Balthazard de Fournas
- Adolphe Le Flô
- André Découvrant
- Charles Louis Baptiste Lebreton
- Hippolyte Tassel
- Joseph-Marc-Marie de Kersauson de Pennendreff
- Théobald de Lacrosse
- Germain Fauveau
- Alexis Brunel
- Joseph-Marie Graveran
- Yves Gilart de Keranflech
- François Soubigou

### Assemblée nationale législative (1849-1851)
- Jean-Jacques Mège
- Louis Marie du Couëdic
- Adolphe Le Flô
- Aymar de Blois de La Calande (1804-1874)
- Amédée de Roquefeuil
- Auguste Barchou de Penhoën
- Joseph Romain-Desfossés démissionne, remplacé par Armand Casimir Victor de Kersauzon de Pennendreff
- Adolphe Laimé
- Théobald de Lacrosse
- Christian Mazé-Launay
- Yves Gilart de Keranflech
- Auguste Hilarion de Kératry
- Jean Hyacinthe Adolphe Collas de La Motte

## Chambre des députés (Monarchie de Juillet)

### IreLégislature(1830-1831)
- Emmanuel Pons de Las Cases
- Joseph Kermorial
- François-Charles Blacque-Belair
- Philippe-François Le Denmat de Kervern
- Jean-Marie Pierre Le Bastard de Kerguiffinec
- Pierre Daunou

### IIeLégislature(1831-1834)
- Emmanuel Pons de Las Cases
- Joseph Kermorial, mort en 1833, remplacé par Jean Tupinier
- François-Charles Blacque-Belair
- Jean-Marie Pierre Le Bastard de Kerguiffinec
- Auguste Hilarion de Kératry
- Pierre Daunou

### IIIeLégislature(1834-1837)
- Emmanuel Pons de Las Cases
- Théobald de Lacrosse
- François-Charles Blacque-Belair
- Joseph Le Gogal-Toulgoët
- Jean Tupinier
- Auguste Hilarion de Kératry

### IVeLégislature(1837-1839)
- Emmanuel Pons de Las Cases
- Théobald de Lacrosse
- François-Charles Blacque-Belair
- Jacques Pitot du Hellès
- Antoine Le Couriault du Quilio
- Jean-Marie Pierre Le Bastard de Kerguiffinec

### VeLégislature(1839-1842)
- Louis Paul Achille Guilhem
- Louis de Carné
- Emmanuel Pons de Las Cases
- Théobald de Lacrosse
- Jacques Pitot du Hellès démissionne en 1840, remplacé par Julien Pierre Anne Lalande
- Jean-Sébastien Goury des Tuileries

### VIeLégislature(1842-1846)
- Louis de Carné
- Emmanuel Pons de Las Cases
- Théobald de Lacrosse
- Julien Pierre Anne Lalande, mort en 1844, remplacé par Joseph du Dresnay
- Jean-Sébastien Goury des Tuileries

### VIIeLégislature(17/08/1846-24/02/1848)
- Joseph du Dresnay, mort en 1847, remplacé par Louis Léziart de Lavillorée
- Louis de Carné
- Emmanuel Pons de Las Cases
- Théobald de Lacrosse
- Nicolas Drouillard de La Marre invalidé, remplacé par Jean Jubelin
- Jean-Sébastien Goury des Tuileries

## Chambre des députés des départements (2eRestauration)

### Irelégislature(1815–1816)
- Jean-Marie Hervé-Chef-Du-Bois
- Pierre Hersart de La Villemarqué
- Jean-Félix du Marhallac'h
- Athanase Conen de Saint-Luc
- Jean Jullou
- Daniel Nicolas Miorcec de Kerdanet

### IIelégislature(1816-1823)
- Pierre Hersart de La Villemarqué
- Jean-Félix du Marhallac'h
- Nicolas René Marie de Penfentenyo
- Auguste Hilarion de Kératry
- François Marie Borgnies-Desbordes
- Pierre Claude François Le Dissez de Penanrun
- Paul Émile Louis Marie de La Fruglaye
- Jean-Pierre Guilhem
- Jean-François Roussin (homme politique)
- Pierre Daunou

### IIIelégislature(1824-1827)
- Pierre Hersart de La Villemarqué
- Nicolas René Marie de Penfentenyo
- Pierre Claude François Le Dissez de Penanrun
- Paul Émile Louis Marie de La Fruglaye
- Auguste-Anne de Bergevin

### IVelégislature(1828-1830)
- François Marie Briant de Laubrière
- Jean-Félix du Marhallac'h
- Athanase Conen de Saint-Luc
- Jean-Marie Le Graet de Kerouvriou
- Ange Joseph Jean de Guernissac
- Pierre Daunou

### Velégislature(23 juin 1830-28 juillet 1830)
- Jean-Félix du Marhallac'h
- Athanase Conen de Saint-Luc
- Jean-Marie Le Graet de Kerouvriou
- Ange Joseph Jean de Guernissac
- Pierre Daunou

## Chambre des représentants (Cent-Jours)
- Louis Guillaume Poulizac
- Joseph Fortuné Cuny
- Julien Mignot de La Martinière
- François Daniel Polluche
- Jean-Nicolas Baudier
- Jean-Pierre Guilhem
- Georges Guégot de Traoulen
- François Jérôme Le Déan
- Jacques Félix Calloc'h de Kerillis

## Chambre des députés des départements (1reRestauration)
- César-Marie Le Hir
- Auguste-Marie-Étienne de Prunelé
- Clet-Marie Chiron
- Augustin Bernard François Le Goazre de Kervélégan

## Corps législatif(1800-1814)
- Auguste Philippe-Delleville
- César-Marie Le Hir
- Jean-Marie Saillour
- Auguste-Marie-Étienne de Prunelé
- Clet-Marie Chiron
- Guillaume Huon
- Jean-Baptiste Delecluze
- François Gesnouin
- Théodore Le Gogal de Toulgoët
- Augustin Bernard François Le Goazre de Kervélégan

## Conseil des Cinq-Cents(1795-1799)
- Guillaume Le Moal
- François Marie Joseph Riou de Kersalaün
- Claude Blad
- François Prat
- Mathieu Guezno
- Joseph Lakanal
- François Abgrall
- Pierre Bruno Boissier
- Jacques Queinnec (1755-1817)
- Olivier Bergevin
- Alain Bohan
- François Gesnouin
- Jean-Nicolas Trouille
- Augustin Bernard François Le Goazre de Kervélégan
- Jean-René Gomaire

## Convention nationale(1792-1795)
- Claude Blad
- Mathieu Guezno
- Pierre Marec
- Pierre Bruno Boissier
- Jacques Queinnec (1755-1817)
- Alain Bohan
- Jacques Tanguy Marie Guermeur
- Augustin Le Goazre de Kervélégan
- Jean-René Gomaire

## Assemblée législative (1791-1792)
- Blaise Cavellier
- Louis Julien de Roujoux
- Alain Bohan
- Pierre Briand
- François Marie Allain-Launay
- Romain Malassis
- Jean-Jacques Bouestard de la Touche
- Yves Inizan

## Sources
- « Tous les députés du département du Finistère depuis 1789 », sur assemblee-nationale.fr, site de l'Assemblée nationale française.

- « Notices et portraits des députés de la Ve république », sur assemblee-nationale.fr, site de l'Assemblée nationale française.